# Pierre Kugogne
Pierre Kugogne, né le 3 juillet 1979, est un footballeur international tahitien, évoluant au poste de défenseur.

## Biographie

### En club
Pierre Kugogne joue dans sa carrière dans quatre clubs, à savoir l'AS Temanava, l'AS Tefana, AS Dragon et l'AS Pirae. Avec l'AS Tefana, il atteint la finale de la Ligue des Champions de l'OFC 2012, battu par le club néo-zélandais de Auckland City FC. 

### En sélection
Il découvre la sélection tahitienne en 2004, dans le cadre des éliminatoires pour la Coupe du monde 2006, jouant huit matchs, sans réussir à se qualifier. Après cela, il faut attendre octobre 2012 pour le revoir dans les éliminatoires, à savoir ceux du Mondial 2014, disputant deux matchs. 
Après cela, il est dans la pré-liste des joueurs sélectionnés pour la Coupe des Confédérations 2013 au Brésil mais n'est pas retenu pour le tournoi avec les Toa Aito.